# 元謐
元 謐（げん ひつ）は、北魏の皇族。趙郡王。字は道安。

## 生涯
趙郡王元幹の次男として生まれた。献文帝の孫にあたる。父から寵愛を受けて世子とされた。元幹が死去すると宣武帝の初年に趙郡王位を襲封した。生母の趙氏は元幹の正妃であった穆氏と仲が険悪で、穆氏が趙氏を「礼にもとる」と上表したため、母子の間は引き裂かれた。元謐は母の喪中に、音楽を聴いて飲みふざけていたため、御史中尉の李平から弾劾を受けた。恩赦に遇い、封号を復した。通直散騎常侍に任じられて龍驤将軍を加えられ、太子中庶子に転じ、冠軍将軍・岐州刺史として出向した。
元謐は他者に厳しく、目下の者を虐待した。孝明帝の初年に台使の元延が岐州の境にやってくると、元謐が兵を私役に使っていることを隊主の高保願が元延に訴えたため、元謐は高保願を鞭打った。数日後、元謐は州城の四門を閉じて戒厳を布き、無辜の人物6人を斬らせた。元謐の暴虐を恐れた城内の人々が城門の前に集まって大声で叫ぶと、恐怖を感じた元謐は楼閣に登って梯子を壊し、立て籠もった。霊太后は游撃将軍の王靖を派遣して説得にあたらせた。王靖がやってくると、城内の人々は開門して謝罪した。元謐は岐州刺史から解任され、召還されて大司農卿となった。また散騎尚侍・平北将軍・幽州刺史に任じられた。元謐の妃の胡氏は霊太后の姪であったが、元謐は胡氏を殴打して免官された。後に都官尚書に任じられ、安南将軍を加えられた。
523年に死去した。仮侍中・征南将軍・司州牧の位を追贈され、諡を貞景とされた。長男の元毓が後を嗣いだ。

## 伝記資料
- 『魏書』巻21上 列伝第9上
- 『北史』巻19 列伝第7
- 魏趙郡貞景王元謐墓誌
- 趙郡王妃馮会萇墓誌